# 403architecture
403architecture[dajiba]（よんまるさんあーきてくちゃー だじば）は、彌田徹、辻琢磨、橋本健史の3人による建築設計事務所。静岡県浜松市を拠点として活動している。

## 略歴とメンバー
2011年に彌田徹、辻琢磨、橋本健史によって設立。403はY-GSA（ 横浜国立大学大学院・建築都市スクール）の部屋の番号でdajibaは彌田徹のda，辻琢磨ji，橋本健史のba（通称橋bashi）らが403号室を共有していた同級生らで403Architectureというグループをつくり西田司 (建築家)が設計した「ヨコハマアパートメント」での展覧会設営から浜松建築会議（2010～2011年）を契機として設立されたとする。
彌田徹（やだ・とおる、1985年-　）は、大分県生まれの建築家。
2008年 横浜国立大学工学部建設学科建築学コース卒業。
2011年 筑波大学大学院芸術専攻貝島研究室修了。
2011年 403architecture共同主宰。
2014年 名城大学非常勤講師。
2015年 筑波大学非常勤講師。
2018年 静岡理工科大学非常勤講師。
辻琢磨（つじ・たくま、1986年-　）は、静岡県生まれの建築家。辻琢磨建築企画事務所主宰。2008年 横浜国立大学工学部建設学科建築学コース卒業。
2010年 横浜国立大学大学院建築都市スクールY-GSA 修了。
2010年 Urban Nouveau*に所属。
2011年 メディアプロジェクト・アンテナ企画運営。
2011年 403architecture [dajiba]設立。
2013年 横浜国立大学非常勤教員。
2014年 名城大学非常勤講師。
2015年-	大阪市立大学非常勤講師。
2015年-	滋賀県立大学非常勤講師。
橋本健史（はしもと・たけし、1984年-　）は、兵庫県生まれの建築家。
2005年 国立明石工業高等専門学校建築学科卒業。
2008年 横浜国立大学工学部建設学科建築学コース卒業。
2010年 横浜国立大学大学院建築都市スクールY-GSA 修了。
2011年 403architecture [dajiba]設立。
2014年からは、名城大学非常勤講師。
2015年 筑波大学非常勤講師。

## 主な作品
- 海老塚の段差
- 東貝塚の納屋[11]
- 渥美の床[12]
- 富塚の天井[13]
- 代々木の見込
- カギヤビル内「鍵屋の敷地」「鍵屋の階段」「鍵屋の基礎」の3つのテナント改装[14]
- プレゼント・シングス[12]
- 2018 万年橋の角（静岡県浜松市）
- 2018 須越の架構（滋賀県彦根市）
- 2019 静岡理工科大学 学生ホール

他、多数。

## 書籍
寄稿
『3.11以後の建築: 社会と建築家の新しい関係』『en[縁]: アート・オブ・ネクサス』『リノベーションプラス 拡張する建築家の職能』など。
コンセプト・ブック
『建築で思考し、都市でつくる／Feedback』（LIXIL出版　2017年）など。

## 受賞歴
- 2014年に第30回吉岡賞
- 2016年ヴェネチア・ビエンナーレ審査員特別賞（国際建築展日本館）